# 7 Years (sencillo de Lukas Graham)
«7 Years» —en español: «7 años»— es una canción de la banda danesa soul-pop Lukas Graham de su segundo álbum de estudio, Lukas Graham (Blue Album). Fue lanzada como descarga digital el 18 de septiembre de 2015 por Copenhagen Records; el video musical se subió el 15 de diciembre.
Encabezó las listas en Dinamarca, Suecia, Italia, Austria, Australia, Nueva Zelanda, Irlanda, Reino Unido y Canadá, mientras que alcanzó los diez primeros en otros países europeos, así como los Estados Unidos. La canción fue escrita por Lukas Forchhammer, Stefan Forrest, Morten Ristorp, y Morten «Pilo» Pilegaard. Fue producida por Stefan Forrest y Morten Ristorp bajo su nombre artístico Future Animals, y Morten. La canción fue mezclada por Delbert Bowers y Morten Pilegaard.

## Video musical

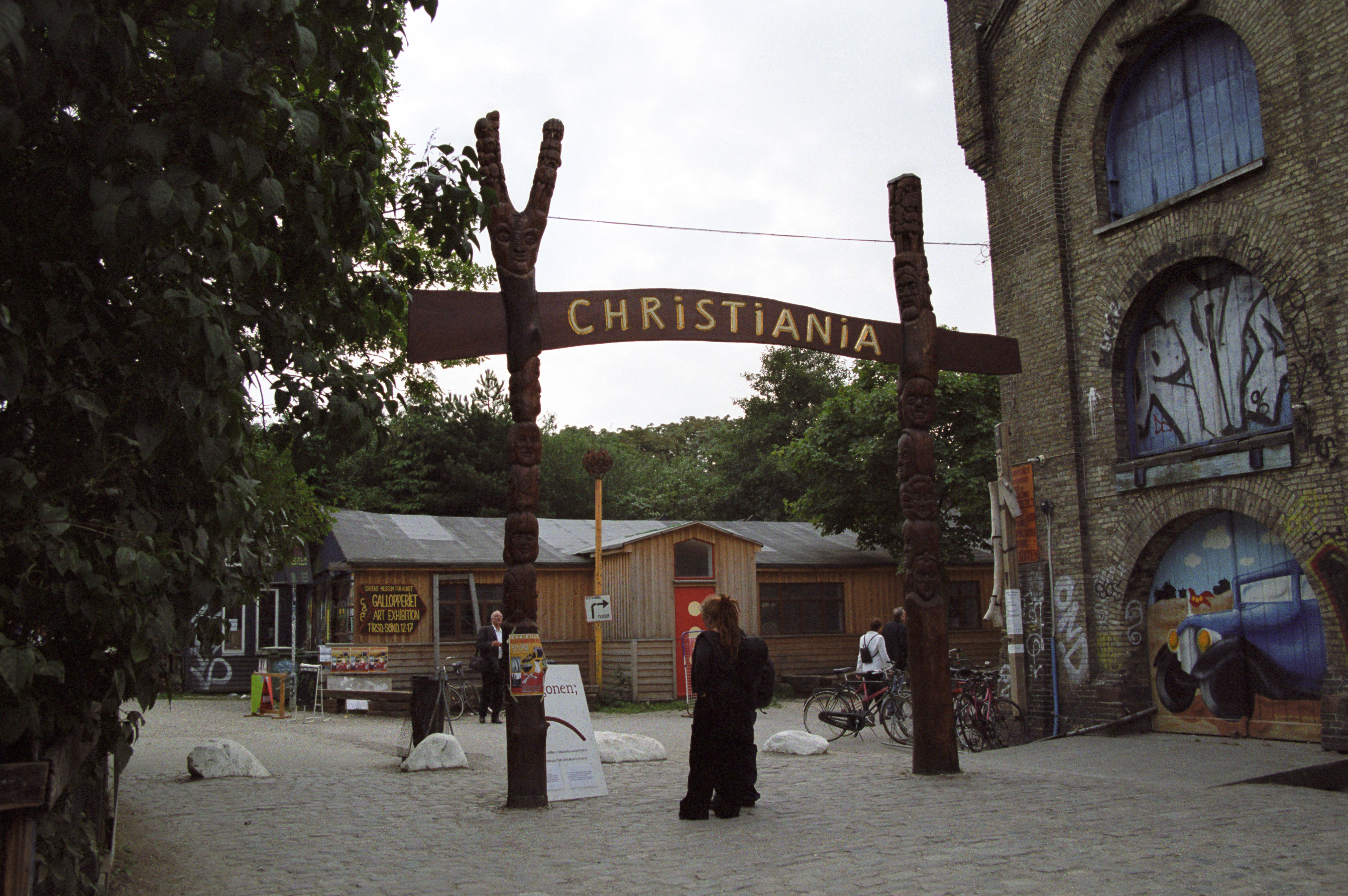
El video fue rodado parcialmente en Christiania, Copenhague, el lugar de nacimiento de Lukas Graham

Un video musical para acompañar el lanzamiento de «7 Years» fue lanzado por primera vez en YouTube el 15 de diciembre de 2015 con una duración total de cuatro minutos.
A partir de abril de 2017, ha recibido más de 650 millones de reproducciones en YouTube. A partir de julio de 2020, ha recibido más de mil millones de visitas en YouTube.

## Lista de canciones
Descarga digital

| N.º | Título    | Duración |  |
| 1.  | «7 Years» | 3:59     |  |

Vinilo de 12"

| N.º | Título                        | Duración |  |
| 1.  | «7 Years» (album version)     | 3:57     |  |
| 2.  | «7 Years» (live from Denmark) | 4:07     |  |

## Posicionamiento en listas

### Listas semanales
| Listas (2015–2016)                        | Mejor posición |
| ----------------------------------------- | -------------- |
| Alemania (Offizielle Deutsche Charts)     | 6              |
| Argentina (Monitor Latino)                | 6              |
| Australia (ARIA)                          | 1              |
| Austria (Ö3 Austria Top 40)               | 1              |
| Bélgica (Flandes) (Ultratop 50)           | 1              |
| Bélgica (Valonia) (Ultratop 50)           | 4              |
| Brasil (Billboard Hot 100)                | 4              |
| Canadá (Canadian Hot 100)                 | 1              |
| Corea del Sur International Chart (Gaon)  | 63             |
| Dinamarca (Tracklisten)                   | 1              |
| Escocia (Scottish Singles Sales Chart)    | 1              |
| Eslovaquia (Rádio Top 100)                | 3              |
| Eslovaquia (Singles Digitál Top 100)      | 2              |
| Eslovenia (SloTop50)                      | 1              |
| España (PROMUSICAE)                       | 3              |
| España (Los 40 Principales)               | 1              |
| Estados Unidos (Billboard Hot 100)        | 2              |
| Estados Unidos (Adult Contemporary)       | 2              |
| Estados Unidos (Adult Top 40)             | 1              |
| Estados Unidos (Mainstream Top 40)        | 1              |
| Estados Unidos (Rhythmic)                 | 33             |
| Estados Unidos (Alternative Airplay)      | 26             |
| Estados Unidos (Rock Airplay)             | 24             |
| Europa (Euro Digital Songs)               | 1              |
| Finlandia (OFC)                           | 5              |
| Francia (SNEP)                            | 5              |
| Hungría (Rádiós Top 40)                   | 6              |
| Hungría (Stream Top 40)                   | 3              |
| Hungría (Single Top 40)                   | 3              |
| Irlanda (IRMA)                            | 1              |
| Israel (Media Forest)                     | 2              |
| Italia (FIMI)                             | 1              |
| Letonia (Latvijas Top 40)                 | 2              |
| Luxemburgo Digital Songs (Billboard)      | 2              |
| Nueva Zelanda (Recorded Music NZ)         | 1              |
| Noruega (VG-lista)                        | 4              |
| Países Bajos (Dutch Top 40)               | 1              |
| Países Bajos (Mega Single Top 100)        | 3              |
| Polonia (Polish Airplay Top 100)          | 2              |
| Portugal (AFP)                            | 2              |
| Reino Unido (UK Singles Chart)            | 1              |
| República Checa (Rádio Top 100)           | 2              |
| República Checa (Singles Digitál Top 100) | 1              |
| Suecia (Sverigetopplistan)                | 1              |
| Suiza (Schweizer Hitparade)               | 3              |

### Listas de fin de año
| Listas (2016)                                  | Posición |
| ---------------------------------------------- | -------- |
| Alemania (Official German Charts)              | 22       |
| Australia (ARIA)                               | 3        |
| Austria (Ö3 Austria Top 40)                    | 16       |
| Bélgica (Ultratop Flanders)                    | 4        |
| Bélgica (Ultratop Wallonia)                    | 40       |
| Canadá (Canadian Hot 100)                      | 7        |
| Dinamarca (Tracklisten)                        | 8        |
| Eslovenia (SloTop50)                           | 11       |
| Estados Unidos Billboard Hot 100               | 12       |
| Estados Unidos 'Adult Contemporary (Billboard) | 10       |
| Estados Unidos 'Adult Top 40 (Billboard)       | 10       |
| Estados Unidos 'Mainstream Top 40 (Billboard)  | 22       |
| Hungría (MAHASZ)                               | 19       |
| Israel (Media Forest)                          | 9        |
| Italia (FIMI)                                  | 9        |
| Nueva Zelanda (Recorded Music NZ)              | 2        |
| Países Bajos (Single Top 100)                  | 10       |
| Reino Unido (Official Charts Company)          | 2        |
| Suecia (Sverigetopplistan)                     | 26       |
| Suiza (Schweizer Hitparade)                    | 6        |

## Historial de lanzamientos
| País      | Fecha                    | Formato(s)       | Discográfica |
| --------- | ------------------------ | ---------------- | ------------ |
| Dinamarca | 18 de septiembre de 2015 | Descarga digital | Copenhagen   |
| Mundial   | 22 de octubre de 2015    | Descarga digital | Warner Bros. |

## Otras versiones
- La cantante británica Jasmine Thompson lanzó un cover de la canción el 22 de abril de 2016 a través de Atlantic Records.[69]
- El 24 de abril de 2016, el cantante holandés Jan Versteegh lanzó una versión de portada de la canción a través de 8Ball Music, que fue incluido más tarde en su álbum de debut It Takes Swing que fue lanzado el 13 de mayo de 2016.[70][71]
- El cantante británico Conor Maynard versionó la canción en el álbum Covers, que fue lanzado el 5 de agosto de 2016 por Parlophone.[72]
- Linkin' Bridge, un grupo musical estadounidense de Louisville, Kentucky versionó la canción durante las semifinales de America's Got Talent en NBC de la temporada 11 el 14 de septiembre de 2016.[73]